# Эмма Пил
Э́мма Пил (англ. Emma Peel) — одна из героинь английского телесериала «Мстители», агент английской разведки, зачисленный в министерство в 1964 году.

## Биография
Начала свою деятельность в министерстве после того как её муж Питер Пил (лётчик-испытатель) пропал в лесах Амазонки.
Родилась в конце 1930-х годов под именем Эмма Найт (англ. Emma Knight). В 21 год становится председателем компании отца Knight Industries. В 1964 году знакомится с Джоном Стидом на аукционе с помощью своего друга Пола Армстронга (эпизод «Возвращение кибернота»).
Увлечения: любит розы, шоколадные конфеты, играет на пианино, занимается верховой ездой. Неплохо владеет холодным оружием, а также карате и кунг-фу. Хорошо разбирается в автомобилях. Её IQ выше среднего.

## События
- «Могильщики» — декабрь 1964
- «Немножко серы» — 12 января 1966
- «Дверь в смерть» — 13 мая 1966
- «Вы только что были убиты» — 20 августа 1966
- «Хороший плохой человек» — лето 1967
- «Задание в высшей степени невероятное» — 12 августа 1967
- «Сокровище мертвеца» — 21 августа 1967
- «Никогда, никогда не говори слова смерть» — осень 1967

## Кастинг
На роль исполнительницы Эммы Пил пробовались около 60 претенденток, в том числе Элинор Брон и Розмари Мартин.
Элизабет Шепард была назначена на роль Эммы Пил 20 октября 1964 года. Съемки с её участием в сериале начались 29 октября.
Дайана Ригг была назначена на роль Эммы Пил 14 декабря 1964 года. Съемки с её участием начались на следующий день.
При повторном кастинге на роль Эммы Пил пробовались около 20 претенденток, в том числе Мойра Редмонд. Актриса была лучшим кандидатом на роль с точки зрения автора и продюсера Брайана Клеменса. Дайана Ригг была отобрана продюсерами на кастинг после просмотра эпизода «Оранжерея» сериала «Театральное кресло» 13 декабря 1964 года.

## Премьера
Премьера самого сериала (4-й сезон) состоялась 28 сентября 1965 года в Лондоне эпизодом «Город, из которого не возвращаются».
В США премьера прошла 28 марта 1966 года эпизодом «Киберноты».

## Интересные факты
- Эмма Пил — самый популярный персонаж сериала «Мстители».
- Сначала роль Эммы Пил играла актриса Элизабет Шепард, которая после двух эпизодов (второй не законченный) была заменена на Дайану Ригг.
- Первый эпизод с Эммой Пил (Элизабет Шепард) — «Город, из которого не возвращаются». Первый эпизод с Эммой Пил (Дайана Ригг) — «Рынок убийств» (закончен после Элизабет) и полный эпизод «Заговорщики».
- Эмма Пил — первый персонаж в истории телевидения, показавший на экране кунг-фу. Случилось это событие в 1965 году. По словам тренера Рэя Остина, наряду с карате он обучал Дайану и кунг-фу — что можно заметить уже в поздних чёрно-белых сериях.
- Последним появлением миссис Пил на экране как партнёра Стида является эпизод «Операция „Незабудки“».
- Дайана Ригг намеревалась уйти из сериала ещё в конце 4 сезона, ссылаясь на то, что она устала от тяжелого графика, маленькой зарплаты и кожаного костюма. Когда продюсеры пошли ей навстречу, она согласилась на следующие 26 серий, но уже в течение съёмок в конце апреля 1967 года снова стала давать повод на уход из сериала. Заявление было положено на стол в конце мая, и продюсерам пришлось искать замену в течение съёмок оставшихся 8 серий.
- Последний рабочий день Дайаны Ригг состоялся 31 августа 1967 года эпизодом «Задание сверхневероятное». После возвращения в сериал по контракту в декабре того же года она снялась в течение 4 дней в эпизоде «Операция „Незабудки“» (её последней сценой стала встреча с Тарой Кинг).

## Другие версии
- В кинофильме «Мстители» (1998) роль Эммы Пил сыграла Ума Турман.
- В шоу Лили Сэведж (1997) Эмму Пил сыграла сама Лили Сэведж.